# Guntín (Bóveda)
San Cristovo de Guntín és una parròquia i localitat del municipi gallec de Bóveda, a la província de Lugo. Limita amb les parròquies de Tuimil i Laiosa al nord, Ver i Mosteiro al sud, Freituxe a l'est i Bóveda a l'oest.
L'any 2008 tenia una població de 78 habitants agrupats en 6 entitats de població: Aquelcabo, O Arroxo, Lama Redonda, Pardiñas, As Pedreiras i Vilar.
Entre els seus llocs d'interès destaquen l'església parroquial, del segle xviii, la capella d'O Rosario, la capella d'O Pedregal i el Pazo de Guntín, situat a Aquelcabo. Les seves festes se celebren el primer diumenge d'agost en honor de la verge del Roser.